# Ibarrilla
Ibarrilla es una localidad del estado mexicano de Guanajuato. Es parte del municipio de León. Fue fundada como una hacienda en 1595.

## Demografía
| Gráfica de evolución demográfica |
|                                  |

| Censo | Población |
| ----- | --------- |
| 1900  | 712       |
| 1910  | 584       |
| 1921  | 335       |
| 1930  | 383       |
| 1940  | 231       |
| 1950  | 460       |
| 1960  | 303       |
| 1970  | 424       |
| 1980  | 1 069     |
| 1990  | 1 151     |
| 2000  | 1 652     |
| 2010  | 2 054     |
| 2020  | 1 864     |